# Baie Baïdaratskaïa
La baie Baïdaratskaïa (en russe : Байдарацкая губа) ou baie de Baydarata est un golfe de Russie, situé dans la partie méridionale de la mer de Kara, entre la côte où aboutit la chaîne de l'Oural à l'ouest et la péninsule de Yamal, à l'est. La longueur du golfe est d'environ 180 km, sa largeur de 78 km et sa profondeur atteint 20 m. La température de l'eau de surface est de 5-6 °C au cours de l'été. Le golfe est gelé pendant l'hiver. Les rivières Baïdarata, Iouribeï, Kara et d'autres se jettent dans la baie Baïdaratskaïa.
Le golfe contient plusieurs îles, dont les principales sont l'île Torassoveï, l'île Litke et l'île Levdiïev.
Administrativement, la côte du golfe se trouve dans le district autonome de Iamalo-Nénétsie.
Le gazoduc Yamal-Centre est posé par Gazprom sur les fonds marins, à travers la baie, depuis les riches gisements de gaz de la péninsule de Yamal.